# Мыс (Ленинградская область)
Мыс (до 1948 года Нойсниеми, фин. Noisniemi) — посёлок в Ромашкинском сельском поселении Приозерского района Ленинградской области.

## Название
Зимой 1948 года деревне Нойсниеми было присвоено наименование Мыс с обоснованием — «по переводу с финского».

## История
- Деревня Нойсниеми на финской карте 1923 года

До 1939 года деревня Нойсниеми входила в состав волости Вуоксела Выборгской губернии Финляндской республики.
С 1 января 1940 года в составе Карело-Финской ССР.
С 1 августа 1941 года по 31 июля 1944 года финская оккупация.
С 1 ноября 1944 года в составе Кексгольмского района.
С 1 октября 1948 года в составе Красноармейского сельсовета Приозерского района.
С 1 января 1949 года учитывается, как деревня Мыс. В ходе укрупнения хозяйства к деревне были присоединены соседние селения Пяйвякиви, Вохномайнен, Саволайнен, Виркки, Хейкканен, Тиури, Поррасоя.
С 1 февраля 1963 года — в составе Выборгского района.
С 1 января 1965 года — вновь в составе Приозерского района.
По данным 1966 и 1973 годов посёлок Мыс входил в состав Красноармейского сельсовета.
По данным 1990 года посёлок Мыс входил в состав Ромашкинского сельсовета.
В 1997 году в посёлке Мыс Ромашкинской волости проживали 4 человека, в 2002 году 6 человек (все русские).
В 2007 году в посёлке Мыс Ромашкинского СП проживал 1 человек, в 2010 году — 6 человек.

## География
Посёлок расположен в западной части района к югу от автодороги 41К-262 (Сапёрное — Мельниково).
Расстояние до административного центра поселения — 25 км.
Расстояние до ближайшей железнодорожной станции Громово — 19 км.
Посёлок находится на левом берегу реки Вуокса.

## Демография
| 2007 | 2010 | 2017 |
| ---- | ---- | ---- |
| 1    | ↗6   | ↘1   |

## Улицы
Садовая.